# 23 Zmotoryzowana Dywizja Strzelecka NKWD
23 Zmotoryzowana Dywizja Strzelecka NKWD (ros. 23-я мотострелковая дивизия НКВД) – jedna z dywizji piechoty wojsk NKWD z okresu II wojny światowej.
Została sformowana 23 czerwca 1941 w Kijowskim Specjalnym Okręgu Wojskowym Armii Czerwonej i przeznaczona do współpracy z jego wojskami w nowych warunkach wojennych – dzień wcześniej nastąpił atak Niemiec na ZSRR.
W styczniu 1942 przekształcona w 8 Zmotoryzowaną Dywizję Strzelecką NKWD.

## Literatura
- Оперативные — внутренние войска НКВД